# Богуславский, Войцех

Свинка—родовой герб Богуславских

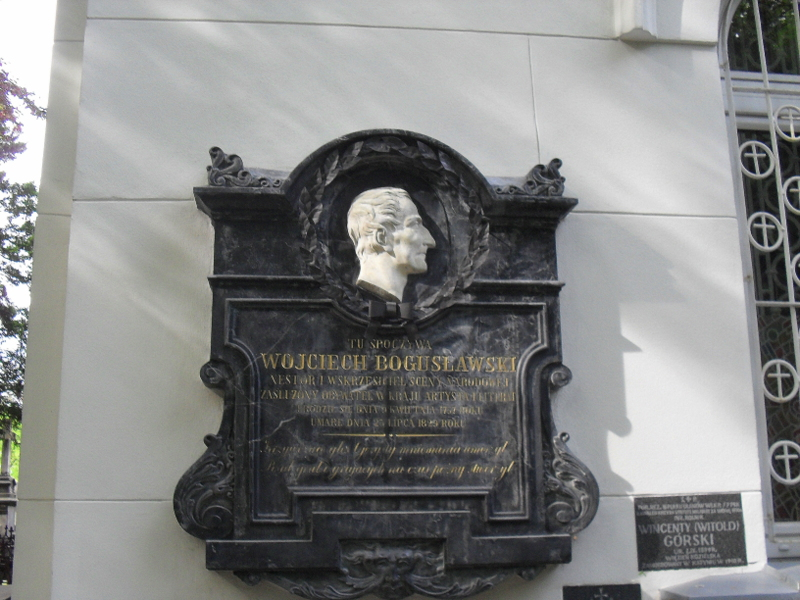
Варшавa,Старые Повонзки, памятная доска

Войцех Ромуальд Богусла́вский (пол. Wojciech Romuald Bogusławski; 9 апреля 1757, Глинно, близ Познани — 23 июля 1829, Варшава) — польский режиссёр, драматург, артист драмы и оперы (бас), педагог, переводчик. Один из создателей польских профессиональных драматических и музыкальных театров, «отец польского театра».

## Биография
В. Богуславский происходил из шляхтичей герба Свинка. Сын Леопольда Анджея Богуславского — владельца с. Глинно, земского регента в Познани. Отец актёра и драматурга Станислава Богуславского. Его внуком был режиссёр В. Богуславский.
С 1762 по 1770 год В. Богуславский учился в Варшавской коллегии пиаристов. С 1770 года продолжил обучение в Ягеллонском университете в Кракове, а затем в Новодворских школах. С 1775 по 1778 год служил в литовской пехотной гвардии в чине подхорунжего.

## Театральная деятельность
Театральную деятельность начал в 1778 году актёром драматической труппы. К этому же периоду относится его первые опыты по созданию национальной оперы.
В 1783—1784 годах — директор труппы «Национальные актёры» (впоследствии — Национальный театр, пол. Teatr Narodowy, «Театр Народовы») в Варшаве.
В 1785 г. им был основан первый постоянный городской театр в Вильне, с которым В. Богуславский гастролировал по городам Польши, Галиции, западным губерниям России.
Масон, в середине 1780-х член лож в Дубно.
По инициативе Богуславского были организованы театры во Львове (1781), Люблине, Калише, Познани, кроме того, он способствовал зарождению театральной жизни в Гродно и Дубно. В 1790 г. по приглашению короля Станислава Августа Понятовского вновь возглавил варшавскую сцену, на которой ставил пьесы патриотического направления.
Возглавляя варшавскую труппу «Национальные актёры», ставил произведения зарубежных и польских драматургов, в том числе Шекспира, Мольера, П. Бомарше, Г. Э. Лессинга, Юлиана Немцевича. Одновременно осуществлял постановку пьес собственного сочинения, например, «Генрих VI на охоте» (1792). В 1794 году был среди сторонников восстания Костюшко, подписавших Акт восстания. После поражения Костюшко, спасая театральное и личное имущество, покинул Варшаву и переехал во Львов, в то время находившийся под властью Австро-Венгрии, где с 1795 г. началась его длившаяся до 1799 г. театральная деятельность в столице Галиции.
В 1799 г. В. Богуславский вернулся в Варшаву и до 1814 года вновь возглавлял Национальный театр.
Основываясь в своем искусстве на классических эстетических нормах, Богуславский был близок принципам сценического реализма. Театральная деятельность В. Богуславского имела большое значение для развития польского оперного театра. Он успешно выступал как в оперных, так и в драматических спектаклях.

## Оперные роли
- Аксур в опере А. Сальери «Аксур, царь Ормуза»
- Бардос в опере Стефани «Мнимое чудо, или Краковцы и горцы»

## Роли в театре
- Лир, король Британии в пьесе «Король Лир» Шекспира
- Гамлет в трагедии Шекспира «Гамлет» и др.

## Творческая и педагогическая деятельность
В. Богуславским написано либретто оперы «Осчастливленная нищета» М. Каменьского (постановка 1778 г. с его участием), либретто оперы Стефани «Мнимое чудо, или Краковцы и горцы» (постановка 1794 г.).
Плодотворно занимался переводами либретто и поставками опер западноевропейских композиторов. С 1811 г. вёл педагогическую работу в организованной по его проекту Варшавской «Драматической школе».
Умер в Варшаве и похоронен на кладбище Старые Повонзки.

## Источник
- Украинская советская энциклопедия. В 12-ти томах. / Под ред. М. Бажана. — 2-е изд. — К., 1974—1985.